# Boaedon capensis
Boaedon capensis – gatunek niejadowitego węża z rodziny Lamprophiidae.
W związku z wynikami ostatnio prowadzonych badań węża tego przeniesiono z rodzaju Lamprophis do Boaedon.
Osobniki tego gatunku osiągają rozmiary od 60 do 100 centymetrów. Podstawą pożywienia są gryzonie oraz jaszczurki.
Samica składa w lecie do 18 jaj.
Węże te występują niemal w całej Afryce Południowej (RPA, Mozambik, Zambia, Zimbabwe, Botswana), według niektórych autorów także w Afryce Wschodniej na północ aż po Somalię.